# Dmytro Hounia
Dmytro Hounia, (en ukrainien : Дмитро Тимошович Гуня, en russe : Дмитрий Тимофеевич Гуня), était un Hetman des cosaques enregistrés.

## Biographie
Il participait à la bataille de Koumeyki menés par Pavlo Pavliouk contre l'armée polonaise en décembre 1637. Il se retire ensuite au Sitch zaporogue pour être envoyé en ambassade demander une aide au khan de Crimée. En 1638 il rejoignait l'insurrection d'Ostryanin, remontait le Dniepr en bousculant des avant postes polonais pour rejoindre le gros de la troupe cosaque. En juin Yakov Ostryanin se réfugiait en territoire russe, il fut élu hetman dans le camp retranché des cosaques.
Les dates de naissance et de décès de Dmytro Hounia sont inconnues.